# Sumbersari (Sambeng)
Sumbersari is een bestuurslaag in het regentschap Lamongan van de provincie Oost-Java, Indonesië. Sumbersari telt 1654 inwoners (volkstelling 2010).